# ヴァルキリープロファイルシリーズ
ヴァルキリープロファイルシリーズ（VALKYRIE PROFILE SERIES）は、スクウェア・エニックス（旧・エニックス）が発売しているRPGのシリーズ作品。2016年時点でのシリーズ累計出荷本数は220万本を達成。

## 概要
世界観は北欧神話をベースとしているが、フレイが男神ではなく女神であったり、スルトがヴァン神族の王であったりするなど、様々なアレンジが加えられている。また、本来の北欧神話では運命の三女神のうちスクルドのみがヴァルキリーであるのに対し、この作品ではレナス・シルメリア・アーリィの三女神全員がヴァルキリーとなっている。略称は「VP」。
以前は「ヴァルキリープロファイルシリーズ」と表記されていたが、『ヴァルキリーエリュシオン』を発表するにあたり「ヴァルキリーシリーズ」と改められた。
各シリーズのタイトルロゴ周りに書かれている英文はゲームを理解する上で重要な手がかりとなる一文であるとしており、同時にゲームそのものを一文で現している。
ヴァルキリープロファイル / ヴァルキリープロファイル -レナス-
Should Deny The Divine Destiny of The Destinies.
「運命の女神が与えたもうた宿命を拒絶すべし」
ヴァルキリープロファイル2 -シルメリア-
The Destinies mend rifts in time as Man etches fate anew.
「女神は歪んだ偽りの時を正し 人は新たなる運命を刻む」
ヴァルキリープロファイル 咎を背負う者
Destiny by sinner sought, Tragedy by power wrought.
「咎人は女神を求め、力は悲劇を生む」
ヴァルキリーアナトミア -ジ・オリジン-
Destiny undone in the name of the Divine.
「神がために運命はほどける」
ヴァルキリーエリュシオン
Upon the scales to weigh,a choice that must be made.
「彼女がとるべき選択は、天秤にかけられ、見定められる」

## シリーズ一覧
| 1999 | ヴァルキリープロファイル               |
| 2000 |                                        |
| 2001 |                                        |
| 2002 |                                        |
| 2003 |                                        |
| 2004 |                                        |
| 2005 |                                        |
| 2006 | ヴァルキリープロファイル -レナス-      |
| 2006 | ヴァルキリープロファイル2 -シルメリア- |
| 2007 |                                        |
| 2008 | ヴァルキリープロファイル 咎を背負う者  |
| 2009 |                                        |
| 2010 |                                        |
| 2011 |                                        |
| 2012 |                                        |
| 2013 |                                        |
| 2014 |                                        |
| 2015 |                                        |
| 2016 | ヴァルキリーアナトミア -ジ・オリジン-  |
| 2017 |                                        |
| 2018 |                                        |
| 2019 |                                        |
| 2020 |                                        |
| 2021 |                                        |
| 2022 | ヴァルキリーエリュシオン               |

### コンシューマーゲーム
- ヴァルキリープロファイル（PlayStation、1999年12月22日）
  - ヴァルキリープロファイル -レナス-（PlayStation Portable、2006年3月2日 / iOS・Android、2018年3月22日）
- ヴァルキリープロファイル2 -シルメリア-（PlayStation 2、2006年6月22日）
- ヴァルキリープロファイル 咎を背負う者（ニンテンドーDS、2008年11月1日）
- ヴァルキリーエリュシオン（PlayStation 4・PlayStation 5、2022年9月29日 / Steam、同年11月12日）

### ソーシャルゲーム
- ヴァルキリーアナトミア -ジ・オリジン-（iOS・Android、2016年4月28日 - 2021年4月27日）

## 登場人物

### ヴァルキリー
レナス・ヴァルキュリア
声 - 冬馬由美（VP1・VP2・VP咎） / 沢城みゆき（アナトミア）
『VP1』の主人公。蒼穹の鎧を身にまとった戦乙女。アース神族の第六級神で、運命の三女神の次女。人間換算で23歳。北欧神話ではノルンのヴェルザンディに相当する。
三姉妹の中でもっとも神格が高く、神らしさと人間らしさの中間を兼ね備えている。
『VP2』では創造神として登場しており、『VP咎』ではゲーム本編の時間枠で活動しているヴァルキリーとして登場している。『アナトミア』に登場するレナスは声優が変更されているが、厳密にはそれぞれ別の世界のレナスとして登場するため、ゲーム中でも「レナス」としては過去（声 - 沢城みゆき）と未来（声 - 冬馬由美）で2種類存在し、前述のVP1・VP2・VP咎などに登場するレナスは未来（Future）を意味する「レナスF」の表記、あるいは担当声優で区別されている。
プラチナ
声 - 冬馬由美
レナスの転生前の姿。母親のライア（声 - 幸田直子）が人買いに売られそうになったところを幼馴染のルシオと一緒に村から逃げるが、逃げ込んだ先の鈴蘭の草原で死亡する。後にヴァルキリーの姿となる。
『VP1』のキーパーソンとなるキャラクター。
シルメリア・ヴァルキュリア
声 - 川澄綾子
浅葱の鎧を身にまとった戦乙女。アース神族の第六級神で、運命の三女神の三女。人間換算で21歳。北欧神話ではノルンのスクルドに相当する。
三姉妹の中でもっとも人間らしいヴァルキリーで、人間を道具としか見ていない者が多い神族の中では珍しく人間寄りの思考を持っているため、 人間界を軽んじるオーディンに反抗している。
『VP2』のキーパーソンとなるキャラクター。『VP1』ではブラムス城に囚われており、水晶に封印されている姿で登場している。
アーリィ・ヴァルキュリア / レオーネ
声 - 井上喜久子（VP1） / 田中敦子（VP2）
漆黒の鎧を身にまとった戦乙女。アース神族の第六級神で、運命の三女神の長女。人間換算で25歳。北欧神話ではウルズに相当する。
三姉妹の中でもっとも神らしいヴァルキリー。オーディンの命令に忠実で、目的のためなら手段を選ばない非情で冷酷な性格。
『VP1』では封印が解けたレナスに変わり覚醒し、敵として登場。『VP2』ではゲーム本編の時間枠で活動しているが、傭兵のレオーネという仮の姿で登場する。
ヴァルキリー / ノーラ
声 - 鬼頭明里
『エリュシオン』の主人公。主神オーディンに創造されたばかりの「新たなヴァルキリー」とされている。金髪のロングストレートヘアーに白い鎧を身にまとった戦乙女。神格は第六級。生前の名前は「ノーラ」であるが、ヴァルキリーとして創造されてからは主神オーディンから名を与えられておらず、地上界で人間と関わる際のみ、正体を隠すためにエインフェリアが対案した「マリア」という偽名で呼ばれている。
エリュシオンは今までのシリーズとは別の世界の物語として制作された事に伴い、タイトルやキャラクターを一新したため、過去作とのストーリーの繋がりや今までのヴァルキリー達との接点はない。

### 神族
オーディン
声 - 池田秀一（VP1・VP2） / 山寺宏一（アナトミア） / 津田健次郎（エリュシオン）
アース神族の最高神で、人間とエルフの間に生まれたハーフエルフ。人間に対する情はなく、使い捨ての道具としてしか見ていない。
『VP1』ではメインシナリオに関わる黒幕の一人として、『VP2』では敵キャラクターの一人として登場する。『アナトミア』は若かりし頃の別の世界のオーディンとして登場し、声優もそれに準じて異なる。
『エリュシオン』では同名のオーディンも登場しており、同じくアース神族の最高神であるが、キャラクターを一新した新たなヴァルキリーをコンセプトにしている作品のため、前述のオーディンとは繋がりのない新規キャラクターとなっている。
フレイ
声 - 川村万梨阿
アース神族の第二級神で、創造の女神。人間換算で26歳。原典の北欧神話では男神であるが、この作品では女神として描かれている。
『VP1』と『VP咎』では特定の条件を満たすとバッドエンディングに関わるキャラクターとして現れ、『VP2』ではストーリー上の敵キャラクターとして登場する。 『VP1』と『VP2』では条件を満たすと、『VP咎』では戦闘後にセラフィックゲートで仲間にする事も可能。
フレイア
声 - 荒木香恵
フレイの妹。子供のような性格をしているが、姉のフレイを凌駕する潜在能力を持っている。
ロキ
声 - 真殿光昭（VP1） / 小林裕介（アナトミア）
アース神族とヴァン神族との間に生まれた下級神で、野心からラグナロクを引き起こした人物。
スルト
声 - 星野充昭
ヨツンヘイム宮殿に構えるヴァン神族の長。炎を自在に操る。
ユーミル
ヴァン神族の始祖で、オーディンに殺された神。ゲーム本編では未来を語る「ユーミルの首」として描かれている。

### 冥界・不死者
ヘル
声 - 田中結子
ニブルヘイムを支配する冥界の女王。
『VP1』のAエンディングルートではラグナロクを生き残った数少ない人物のうちの一人。 『VP咎』ではウィルフレドに神々へ復讐する機会を与える人物。
エーリス / ガルム
声 - 生天目仁美
ヘルよりウィルフレドを補佐する為に遣わされた謎の美女。正体は冥界の番犬「ガルム」である。
『VP咎』のエンディングの分岐など物語のキーパーソンとなるキャラクター。
ディラン / ブラムス
声 - 乃村健次
ヴァンパイアで、かつてアース神族と戦った不死者の王（ノーライフキング）。不死者でありながらも正々堂々とした性格。
『VP1』ではオーディンと対立しており、シルメリアの精神を水晶に封印し人質にしているが、Aエンディングルートでは一時的に仲間キャラクターとして加入し、 セラフィックゲートでも仲間にする事が可能。『VP2』では兵士のディランとして登場する。オーディンとの戦いの最中にシルメリアに救われ、彼女を庇う形でブラムス自身が水晶に封印される描写となっている。

### 人間・エインフェリア
ルシオ
声 - 佐々木望
プラチナの幼馴染。後に死亡したところをヴァルキリーに選定されてエインフェリアとなる。
Aエンディングルートのキーパーソンとなるキャラクター。
アリューゼ
声 - 東地宏樹
ヴァルキリーに選定されたエインフェリア。腕利きの傭兵。足の不自由な弟のロイ（声 - 岩永哲哉）がいる。
『VP1』、『VP2』の仲間として加入、『VP1』ではAエンディングルートに関わるキャラクター。
レザード・ヴァレス
声 - 子安武人
錬金術師と死霊術士（ネクロマンサー）の男性。ヴァルキリーを我が物にしようとホムンクルスの研究をしている。人間でありながら神界と神に関する情勢を把握している。
『VP1』ではAエンディングルートに関わるキャラクターとして登場し、特定の条件を満たすと一時的に仲間キャラクターとして加入。『VP2』では本編のシナリオに関わるキャラクター。
メルティーナ
声 - 山崎和佳奈
ルーン文字について研究している天才魔術師。愛称は「メル」。愛称は魔術学院の同級生であるレザードとは面識があり、後にそれがきっかけでエインフェリアに選定される事になる。
『VP1』においてAエンディングルートに関わるキャラクター。
バルバロッサ
声 - 池田秀一（VP1） / 中田譲治（VP2）
ディパン公国最後の王。直属の魔導師たちが行っていた魔導実験が神の怒りに触れ、アーリィによって斬首される。
『VP1』では霊体となっており、復活した魔導師たちによって作られたガーディアンとして立ちはだかる。『VP2』ではアリーシャの父親として生前の姿で登場。
アリーシャ
声 - 矢島晶子
『VP2』の主人公。バルバロッサの娘で、ディパン公国の第一王女。18歳。シルメリアの魂と同居しており、体内にふたつの人格を持っている。後に「ヴァルキリー」へと覚醒する。
『レナス』にも登場しており、処刑された父親を見て悲鳴を上げながら泣いていた。
ヴァルキリー
声 - 矢島晶子
アリーシャが三女神と融合した姿。
ルーファス
声 - 中村悠一
オーディンの予備体となるべく確保されている弓闘士の青年。24歳（外見上設定）。ディパンに向かう途中でアリーシャと出会う。
『VP2』のキーパーソンとなるキャラクター。
ウィルフレド
声 - 日野聡
『VP咎』の主人公。愛称は「ウィル」。軽戦士の青年。父親のセオドール（声 - 間宮康弘）が戦死してエインフェリアに選定された事と妹のエルシー（声 - 武田華）が死亡した事によって母親のマルゴット（声 - 久嶋志帆）の精神と家庭が崩壊してしまい、発端となったヴァルキリーを憎んでいる。

### 外部コラボでの関連人物
以下のキャラクターは外部コラボ用の期間限定オリジナルキャラクターとしての登場が初出であるため、厳密にはヴァルキリープロファイルシリーズのゲーム本編及び設定には登場しない。また、設定などもコラボ独自のオリジナル設定となっている。
アリア
声 - 戸松遥
レオーネの転生前の姿。小国アルトリアの女性騎士だが、ガノッサ（声 - 麦人 / 間宮康弘）に処刑されてしまう。後に冥界の女王であるヘルに願いを求めてヴァルキリーの姿となる。
『スターオーシャン:アナムネシス』のVPコラボイベントのみに期間限定で登場していたコラボ用オリジナルキャラクター。
ヨルムンガンド
声 - 小林ゆう
美しい少女の姿をした神。太古時代にオーディンに恐れられて湖の底に封印された。その後はレザードの野望を止めるために来たレナスの前で封印から解けて復活し、レザードをロキとの交換で魔力として持ち帰った。
『スターオーシャン:アナムネシス』のVPコラボイベントのみに期間限定で登場していたコラボ用オリジナルキャラクター。

## スタッフ
- 五反田義治 - トライエース代表取締役兼、R&Dプログラマー。
- 山岸功典 - スクウェア・エニックスに所属。シリーズを通してプロデューサーを担当。
- 則本真樹 - ゲームデザイナー。難易度の設定を行っている。一作目のシナリオも担当。
- 初芝弘也 - トライクレッシェンド代表取締役兼、サウンドディレクター。サウンドドライバ開発の総責任者。
- 桜庭統 - フリーのゲームミュージック作曲家。
- 吉成鋼、吉成曜 - ガイナックスに所属。シリーズを通してキャラクターデザインを担当。

## メディアミックス
漫画や小説などの様々な媒体でメディアミックスが発表されている。
小説は主にスクウェア・エニックス文庫（旧エニックス文庫）から、サウンドトラックは主にティームエンタテインメントから発売されている。

## ゲスト出演
- 『スターオーシャン セカンドストーリー』 - 戦乙女ヴァルキリーやレザードフラスコなど、テキストやアイテムの中に登場。
- 『スターオーシャン Till the End of Time』 - 隠しボスキャラクターとしてレナス、フレイが登場。
- 『スターオーシャン5 -Integrity and Faithlessness-』 - 初回生産限定特典として「ヴァルキリープロファイル」及び「ヴァルキリープロファイル2 シルメリア」のバトルBGMにカスタマイズ可能なプロダクトコードが付属。
- 『ラジアータ ストーリーズ』 - 隠しボスキャラクターとしてレナス、レザードが登場。
- 『LORD of VERMILION』 - コラボレーションとしてレナス、レザード、フレイ、ブラムスが登場。
- 『LORD of VERMILION Re:2』 - コラボレーションとして上記の4人に加えアリーシャ、ルーファスが登場。
- 『ファンタジーアース ゼロ』 - VP咎の購入特典としてヴァルキリーの装備などが入手できるシリアルコードが付属していた。